# Émile Rigaud
Pour les articles homonymes, voir Rigaud.
Joseph Émile Rigaud dit Émile Rigaud (Pourrières, 27 mars 1814 – Aix-en-Provence, 19 mars 1890) est un avocat une personnalité politique française, de tendance conservatrice légitimiste, ayant notamment exercé la fonction de maire d'Aix-en-Provence du 7 août 1849 au 11 janvier 1863.

## Biographie
Rigaud naît d'un père notaire à Pourrières, dans le Var.
Avant ses débuts dans la politique, il fréquente un cénacle littéraire formé à Aix par l'immigré polonais Constantin Gaszinski, rédacteur du Mémorial d'Aix.
Un de ses premières actions, après son élection à la mairie d'Aix, qui marque un tournant à droite dans la politique de la ville, est d'acquérir le château de la Mignarde, au quartier rural des Pinchinats. C'est dans ce château qu'il décède.
Après le décès de sa première épouse, Élisabeth Amalbert, il épouse Ernestine Roccas.
Sous sa municipalité est démolie une grande partie du rempart d'Aix-en-Provence, travaux entamés par le maire Antoine Aude (1835-1848), puis Jassuda Bédarride (1848-1849). Son action dans le centre-ville permet le développement d'une urbanisation nouvelle, débarrassée des contraintes de l'enfermement derrière un rempart.

## Fonctions publiques et distinctions
- 7 août 1849-11 janvier 1863 : Maire d'Aix-en-Provence ;
- 9 août 1852-14 janvier 1871 : conseiller général du canton d'Aix-Sud[5] ;
- Député gouvernemental sous le Second Empire ;
- Premier président de la Cour d'appel d'Aix-en-Provence[1] ;
- Membre d'honneur de l'Académie d'Aix ;
- Commandeur de la Légion d'honneur[6].

## Autres réalisations
Par son intervention, Émile Rigaud permet l'érection en paroisse de la chapelle Sainte-Anne des Pinchinats en 1859.
Il publie en 1880 une traduction en français de Mireille de Frédéric Mistral.